# 오지호로
오지호로(Ojiho-ro)는 전라남도 화순군 사평면 남면사평리교차로에서 화순군 동복면 동복삼거리를 잇는 도로이다.

## 주요 경유지
전라남도
- 화순군 (동복면)

## 노선
| 이름          | 접속 노선                   | 소재지 | 소재지 | 비고 |
| ------------- | --------------------------- | ------ | ------ | ---- |
| (이름없음)    | 동주로                      | 화순군 | 동복면 |      |
| 장구재        |                             | 화순군 | 동복면 |      |
| 연월 교차로   | 동주로                      | 화순군 | 동복면 |      |
| 동복교        |                             | 화순군 | 동복면 |      |
| 동복삼거리    | 지방도 제822호선 (김삿갓로) | 화순군 | 동복면 |      |
| 천변리 교차로 | 백아로                      | 화순군 | 동복면 |      |
| 유천 교차로   | 국도 제22호선 (동주로)      | 화순군 | 동복면 |      |

## 주요 건물 및 시설
- 동복보건지소 (오지호로 276/독성리 351-1)
- 동복파출소 (오지호로 285/천변리 161-1)
- 농협 동복농협 본점 (오지호로 293/천변리 154)
- 농협 동복농협 하나로마트 (오지호로 293/천변리 154)
- 동복초등학교 (오지호로 300/칠정리 702)
- HD현대오일뱅크 동뵈주유소 (오지호로 318/칠정리 689)